# Amt Hohenlohe
Das Amt Hohenlohe war ein weit verstreuter mittelalterlicher Besitzkomplex des Klosters Lorch, der nach dem Weiler Hohenlohe auf dem Härtsfeld benannt war, aber auch für die Region Hohenlohe stehen könnte.

## Geschichte
Das Amt wurde das erste und letzte Mal 1471 erwähnt, als das Kloster Lorch unter Abt Nikolaus den Besitzkomplex an die Deutschordenskommende Kapfenburg verkaufte. Verbrieft wurde der Verkauf von Graf Ulrich V. von Württemberg als Gewährsmann. Zur Entstehung des Amtes ist heute nichts mehr bekannt und es ist ein Rätsel, wie das Amt mit dem Ort Hohenlohe verbunden ist. Hier ist keine Burg oder Ähnliches bekannt, aus dessen Herrschaft das Amt entstanden sein könnte.
Das Amt Hohenlohe hatte in seinem Territorium das Tafernrecht, den Kirchsatz, die Gerichtsbarkeit und andere landesherrliche Rechte inne.

## Besitz
Das Amt Hohenlohe erstreckte sich über das ganze Härtsfeld und darüber hinaus ins südwestliche Nördlinger Ries. In folgenden Orten gab es Besitz:
- Auernheim
- Beuren
- Demmingen
- Dorfmerkingen
- Dossingen
- Goldburghausen
- Hohenlohe
- Iggenhausen
- Kuchen (Großkuchen oder Kleinkuchen; wahrscheinlich Großkuchen)
- Löpsingen
- Memmingen (Nähermemmingen)
- Nattheim
- Oberriffingen
- Pflaumloch
- Scherbach bei Westhausen (abgegangen)
- Stetten
- Utzmemmingen
- Walkendorf (abgegangen)
- Westerhofen
- Zöschingen

Schon früher verkaufte Güter des Klosters, die wahrscheinlich auch zum Amt Hohenlohe gehörten, sind die Wüstungen Fachsenberg bei Elchingen (verkauft 1313 an das Kloster Neresheim) und Rudelsberg bei Schnaitheim (verkauft 1431 an die Grafschaft Helfenstein).